# Gonvick
Gonvick és una població dels Estats Units a l'estat de Minnesota. Segons el cens del 2000 tenia 294 habitants.

## Demografia
Segons el cens del 2000, Gonvick tenia 294 habitants, 137 habitatges, i 79 famílies. La densitat de població era de 86,7 habitants per km².
Dels 137 habitatges en un 24,1% hi vivien nens de menys de 18 anys, en un 46,7% hi vivien parelles casades, en un 9,5% dones solteres, i en un 42,3% no eren unitats familiars. En el 40,1% dels habitatges hi vivien persones soles el 25,5% de les quals corresponia a persones de 65 anys o més que vivien soles. El nombre mitjà de persones vivint en cada habitatge era de 2,15 i el nombre mitjà de persones que vivien en cada família era de 2,9.
Per edats la població es repartia de la següent manera: un 21,8% tenia menys de 18 anys, un 8,2% entre 18 i 24, un 24,5% entre 25 i 44, un 22,4% de 45 a 60 i un 23,1% 65 anys o més.
L'edat mediana era de 42 anys. Per cada 100 dones de 18 o més anys hi havia 91,7 homes.
La renda mediana per habitatge era de 24.722 $ i la renda mediana per família de 40.417 $. Els homes tenien una renda mediana de 25.000 $ mentre que les dones 17.917 $. La renda per capita de la població era de 14.650 $. Entorn del 9,9% de les famílies i el 12% de la població estaven per davall del llindar de pobresa.

## Poblacions més properes
El següent diagrama mostra les poblacions més properes.